# Мат (Акмолинская область)
Мат (каз. Мәт) — село в Буландынском районе Акмолинской области Казахстана. Входит в состав Карамышевского сельского округа. Код КАТО — 114043200.

## География
Село расположено в западной части района, на расстоянии примерно 56 километров (по прямой) к юго-западу от административного центра района — города Макинск, в 8 километрах к югу от административного центра сельского округа — аула Шубарагаш.
Абсолютная высота — 364 метров над уровнем моря.
Ближайшие населённые пункты: аул Шубарагаш — на севере, село Ортакшыл — на юго-западе.
Близ села проходит проселочная дорога, с выходами на автодороги областных значений: КС-1 «Жалтыр — Макинск», КС-8 «Новый Колутон — Акколь — Азат — Минское».

## Население
В 1989 году население села составляло 311 человек (из них казахи — основное население).
В 1999 году население села составляло 189 человек (82 мужчины и 107 женщин). По данным переписи 2009 года, в селе проживали 134 человека (68 мужчин и 66 женщин).
| Численность населения | Численность населения | Численность населения |
| 1989                  | 1999                  | 2009                  |
| --------------------- | --------------------- | --------------------- |
| 311                   | ↘189                  | ↘134                  |

## Улицы[5]
- ул. Амангельды Иманова
- ул. Мектеп